# Charles Lennox, 2. vévoda z Richmondu
Charles Lennox, 2. vévoda z Richmondu (Charles Lennox, 2nd Duke of Richmond and of Lennox, 2nd Earl Darnley and March, 2nd baron Setrington, 2nd Baron Lennox of Torboultoun, duc d'Aubigny) (18. května 1701, Goodwood House, Anglie – 8. srpna 1750, Godalming, Anglie) byl britský generál, dvořan a diplomat, vnuk krále Karla II. Od mládí patřil k prominentům u dvora, kde zastával post nejvyššího štolby (1735–1750). V armádě dosáhl hodnosti generála, uplatnil se také v diplomacii. Proslul jako mecenáš umění, podporoval italského malíře Canaletta,

## Životopis

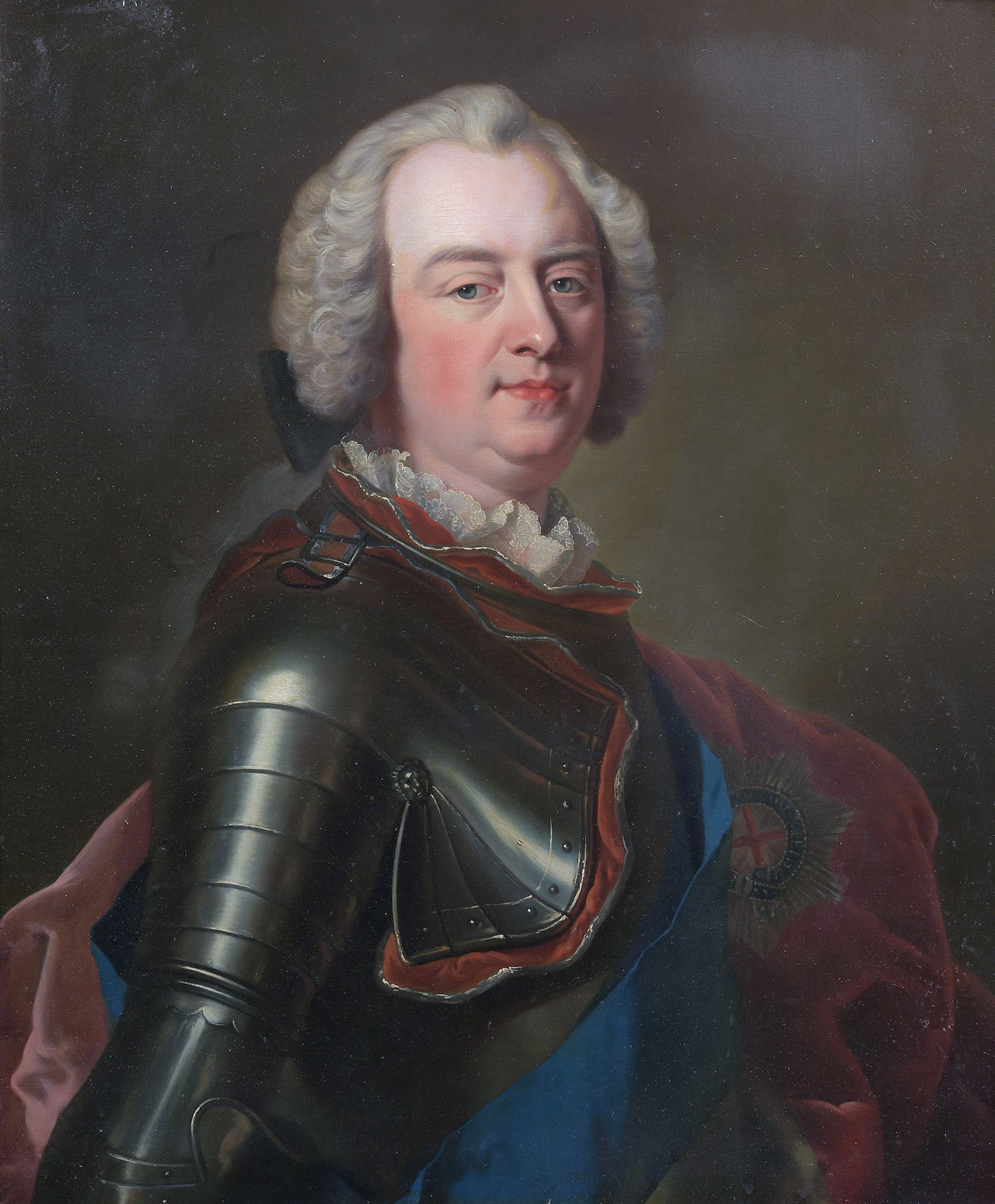

Pocházel z nemanželského potomstva Karla II. a jeho milenky Louisy de Keroual, vévodkyně z Portsmouthu, byl jediným synem 1. vévody z Richmondu. V letech 1719–1720 absolvoval kavalírskou cestu po Evropě, pobýval ve Francii, Nizozemí, Itálii a v Rakousku. Po návratu do Anglie sloužil v armádě a již v roce 1722 byl kapitánem. V letech 1722–1723 byl krátce poslancem Dolní sněmovny, po otci pak zdědil titul vévody a vstoupil do Sněmovny lordů (1723), od roku 1724 byl plukovníkem a královským pobočníkem. V roce 1726 obdržel Podvazkový řád, zároveň byl lordem komořím Jiřího I. a Jiřího II. a při korunovaci Jiřího II. v roce 1727 zastával čestnou funkci Lord High Constable. V letech 1735–1750 byl nejvyšším štolbou království, od roku 1735 zároveň členem Tajné rady. V letech 1735–1736 byl starostou v Chichesteru. Po babičce Louise de Keroual zdědil v roce 1734 francouzský titul vévody d'Aubigny (nárok na tento titul byl formálně potvrzen Ludvíkem XV. až v roce 1776 jeho synovi). Souběžně postupoval v armádní hierarchii, byl povýšen na brigádního generála (1739), na počátku války o rakouské dědictví získal hodnost generálmajora (1742) a po boku Jiřího II. se zúčastnil bitvy u Dettingenu. V roce 1745 jako velitel azsahoval proti jakobitskému povstání ve Skotsku a téhož roku dosáhl v rychlém sledu hodností generálporučíka a generála. Po skončení válek o rakouské dědictví byl vyslancem ve Francii (1748–1749), na tomto postu jej následoval jeho švagr William Keppel, 2. hrabě z Albemarle.
Byl členem Královské společnosti a v letech 1749–1750 prezidentem Královské společnosti starožitností, obdržel čestný doktorát v Cambridge. Mimo jiné proslul jako hráč kriketu a mecenáš umění. Zemřel v Godalmingu v jižní Anglii v srpnu 1750 ve věku 49 let, na postu nejvyššího štolby jej nahradil William Cavendish, 4. vévoda z Devonshire, pozdější premiér.

## Manželství a potomstvo

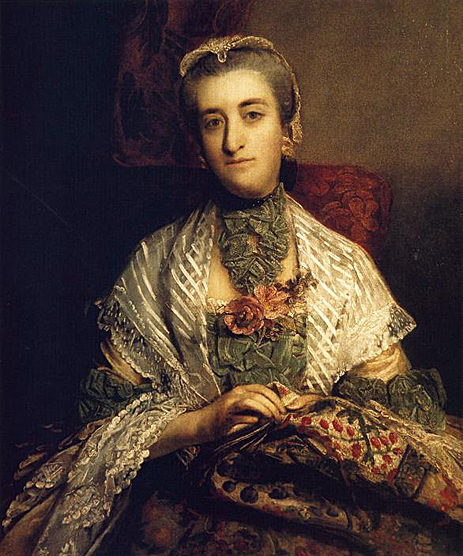
Caroline Fox, baronka Holland, nejstarší dcera 2. vévoda z Richmondu (Joshua Reynolds, 1758)

Během kavalírské cesty se v Haagu oženil se Sarah Cadogan (1706–1751), dcerou významného vojevůdce a diplomata, hraběte Williama Cadogana. Měli spolu dvanáct dětí, z nichž pět zemřelo v dětství. Dědicem titulů byl starší syn, polní maršál Charles Lennox, 3. vévoda z Richmondu (1735–1806). Mladší syn lord George Lennox (1737–1805) byl generálem a dlouholetým poslancem Dolní sněmovny. Čtyři dcery byly jako významné osobnosti britské aristokratické společnosti 18. století známy pod souhrnným označením Lennox sisters. Nejstarší z nich, Georgiana (1723–1774), byla manželkou ministra války Henryho Foxe, barona Hollanda. Další dcera Emilia (1731–1814) se provdala do Irska a její manžel James Fitzgerald, 20. hrabě z Kildare (1722–1773), byl povýšen na vévodu z Leinsteru. Do Irska svým sňatkem zamířila také Louisa (1743–1821), provdaná za Thomase Conollyho (1738–1803), který byl potomkem předsedy irského parlamentu Williama Conollyho a jedním z největších, i když zadlužených irských velkostatkářů. Jejich sídlem byl zámek Castletown House (hrabství Kildare). Nejmladší dcera Sarah (1745–1826) vyrůstala nejprve u své starší sestry v Irsku, poté byla vyslána ke dvoru, kde se jí rodina snažila zajistit pozici milenky pozdějšího krále Jiřího III. Po nevydařeném manželství s Charlesem Bunburym a poměru s lordem Williamem Gordonem se nakonec podruhé provdala v roce 1781 za skotského šlechtice a důstojníka George Napiera (1751–1804). S ním měla osm dětí, čtyři synové dosáhli v armádě hodnosti generála a za napoleonských válek byli známí pod společným označením Wellington's Colonels.
Jeho švagry byli dlouholetý první lord admirality James Berkeley, 3. hrabě Berkeley (1681–1736), a generál a diplomat William Keppel, 2. hrabě z Albemarle (1702–1754).